# 춘천댐
춘천댐(春川dam)은 강원특별자치도 춘천시에 있는 댐이다. 신북읍 용산리와 서면 오월리 사이의 북한강 협곡을 가로질러 흙과 콘크리트로 구축했다.
전력생산을 위주로 하는 발전용 댐으로서 한국수자원공사가 아닌 한국전력공사집단의 한국수력원자력주식회사가 관할하고 있다.
댐 높이 40ｍ, 길이 456ｍ, 만수위 해발 103ｍ, 만수 면적14.3km2, 총저수량 1억 5천만m3, 전력 생산 1억 4,500kWh이다. 이 댐은 또한 하류의 의암수력발전소·청평수력발전소의 발전량과 용수를 조절한다. 공사기간 1961년 9월~1965년 2월까지이며, 공사비는 내자 21억 9,400만 원, 외자 367만 달러가 들었다.

## 공도교
춘천댐의 공도교는 춘성교(春城橋)라는 명칭을 가지고 있으며, 국도 제5호선이 통과한다. 